# Pyrus jackii
Pyrus jackii là loài thực vật có hoa trong họ Hoa hồng. Loài này được (Rehder) Fernald miêu tả khoa học đầu tiên năm 1947.